# Grez-en-Bouère
Grez-en-Bouère – miejscowość i gmina we Francji, w regionie Kraj Loary, w departamencie Mayenne.
Według danych na rok 2010 gminę zamieszkiwało 1005 osób, a gęstość zaludnienia wynosiła 37 osób/km².